# Allobates crombiei
Allobates crombiei är en groddjursart som först beskrevs av Morales 2002.  Allobates crombiei ingår i släktet Allobates och familjen Aromobatidae. IUCN kategoriserar arten globalt som otillräckligt studerad. Inga underarter finns listade i Catalogue of Life.